# Jörg Kündig
Jörg Kündig (* 12. Mai 1960) ist ein Schweizer Politiker (FDP). Er ist Mitglied des Zürcher Kantonsrats.

## Leben
1979 schloss Kündig seine kaufmännische Ausbildung in der Gemeindeverwaltung Wetzikon ab. 1980 bis 1983 studierte er Marketing an der Höheren Wirtschafts- und Verwaltungsschule.
Kündig ist Präsident der Genossenschaft Regionales Skispringerzentrum Zürcher Oberland.
In der Schweizer Armee hat er den Rang eines Obersts im Generalstab.

## Politik
Seit 1994 ist Kündig im Gemeinderat von Gossau, seit 2002 ist er Gemeindepräsident. Von 1999 bis 2003 war und seit 2007 ist Kündig Mitglied des Zürcher Kantonsrats. Er ist Präsident des Verbands der Gemeindepräsidien des Kantons Zürich sowie Vize-Präsident des Schweizerischen Gemeindeverbandes.

## Veröffentlichungen
- Der richtige Anlageentscheid. Textaid DTP, Buch- und Kunstverlag, Egg ZH 1994, ISBN 3-9520350-1-7.
- Erfolgreicher Geld anlegen. Textaid DTP, Buch- und Kunstverlag, Egg ZH 2001, ISBN 3-9520350-5-X.